# Jan Baars
Joannes Antonius Baars (Amsterdam, 30 juni 1903 – Andijk, 22 april 1989) was een Nederlands fascistisch politicus en later verzetsstrijder tijdens de Tweede Wereldoorlog.

## Fascistenleider
Jan Baars was aanvankelijk een Amsterdamse marktkoopman. Van 1927 tot 1928 was hij lid van het Verbond van Actualisten. In de jaren 1928-1930 was hij leider van de Amsterdamse afdeling van De Bezem. Bij de gemeenteraadsverkiezingen in 1931 was hij kandidaat voor de Fascistenbond. 'De Bezem' werd in 1931 omgevormd tot de Algemeene Nederlandsche Fascisten Bond (ANFB). De ANFB was de eerste Nederlandse fascistische partij van enige betekenis. Jan Baars werd haar leider. Dankzij de financiële steun van de miljonair dr. Alfred Haighton (1896-1943) draaide de beweging financieel goed. Jan Baars was vrij populair omdat hij de taal van de gewone man sprak en sociaal bewogen was. Hij kreeg spoedig de bijnaam 'de sociale-fascist' (of 'de linkse fascist'). Desondanks behaalde de Fascistenbond geen zetels bij de Kamerverkiezingen van 1933.
In 1933 ging de Fascistenbond op in de Corporatieve Concentratie. Baars was hiervan geen leider meer, maar hij nam wel zitting in het directorium (bestuursraad) van de Corporatieve Concentratie. Baars stapte echter in 1934 uit de Corporatieve Concentratie en richtte de Nederlandsche Fascisten Bond (NFB) op, waarvan hij de leider was. Die partij was echter van geen betekenis.

## Duitse bezetting
Tijdens de Tweede Wereldoorlog was Baars o.a. werkzaam bij het Bureau Afvoer Burgerbevolking van Blaricum. Later was hij beheerder van het Singerhuis. Ook speelde hij een vooraanstaande rol in het verzet. Vanuit zijn woning in Blaricum nam hij onder de schuilnaam Jan Haye deel aan verzetsactiviteiten.
Volgens een andere bron zou hij tijdens de oorlog met toestemming van de Duitse bezetter Mussolini persoonlijk bezocht hebben, inkoper van de Wehrmacht geweest zijn, in bij Joden in beslag genomen goederen gehandeld hebben en secretaris van de WA-hopman Albertuz Nijland geweest zijn.
Jan Baars woonde met zijn vrouw op de Wallandlaan in Blaricum. Jan Baars bezat zowel een gesigneerd portret van Mussolini als van koningin Wilhelmina. Hij claimde de schrijver A.M. de Jong te hebben gewaarschuwd voor de naderende aanslag op zijn persoon.

## Na de oorlog
Na de oorlog was hij enige jaren rechercheur te Hilversum en werkzaam bij de Inlichtingendienst Buitenland (IDB). Ook heeft Baars nog voor diverse opsporings- en onderzoeksinstanties werkzaamheden verricht, waaronder het Rijksinstituut voor Oorlogsdocumentatie, het Bureau Opsporing Oorlogsmisdrijven, de Politieke Recherche Afdeling Den Haag en afdeling K van het Directoraat-Generaal Bijzondere Rechtspleging. Dit omdat Baars tijdens de bezetting een grote kennis had opgedaan over het Duitse bezettingsapparaat.

## Onderscheiding
- Verzetsherdenkingskruis[3]